# シマノ・Capreo
capreo（カプレオ）は、株式会社シマノが開発、販売する小径車輪自転車向けコンポーネントである。カプレオとはラテン語で「小鹿」を意味する。

## 概要
走り出しや加速の軽さ、小型軽量さ、ユニークなスタイルなどから、20インチ程度の小径車輪を装着した高性能自転車が人気となっている。この種の自転車に向けてシマノで開発されたコンポーネントがcapreoである。
小径車輪自転車の巡航性能を確保するため、ロードレーサー並みの9速のリアディレーラとスプロケットが採用され、低速から高速まで対応する幅広いギア比が選べるようになっている。特に高速側は9Tというきわめて小さなギアが使われ、高速性能が確保されている。クランクセットは45Tの1枚ギアであるが、ギアの両側にチェーンガードが設けられ、乗用時や折りたたみ時のチェーン油による汚れを防ぐ設計となっている。
20インチ車輪の自転車に、45Tのクランクと9Tのトップギアを用いた場合、クランク１回転あたりの走行距離は、42T/11T（クランク/スプロケット）がトップとなる、26インチ車輪を用いた一般的なMTBと遜色がない。
ブレーキにはMTB用と同様のVブレーキが採用されているが、小径車輪にあわせてブレーキシューが小型化されている。
capreoは、折りたたみ自転車などでは特に求められる軽量性にも留意され、スポーツ用自転車向けコンポーネント並みの素材や構造が採用されている。したがって、capreoのパーツ価格は、全般的には同社のMTB向けコンポーネントのDeoreになどに近い価格帯にあり、これを採用した完成車は、一般に10万円台以上となることが多く、比較的高級な車両となる。